# Liste der brasilianischen Botschafter in Osttimor
Die brasilianische Botschaft befindet sich in der Avenida Governador Serpa Rosa, Aitarak, Motael, Dili.

## Hintergrund

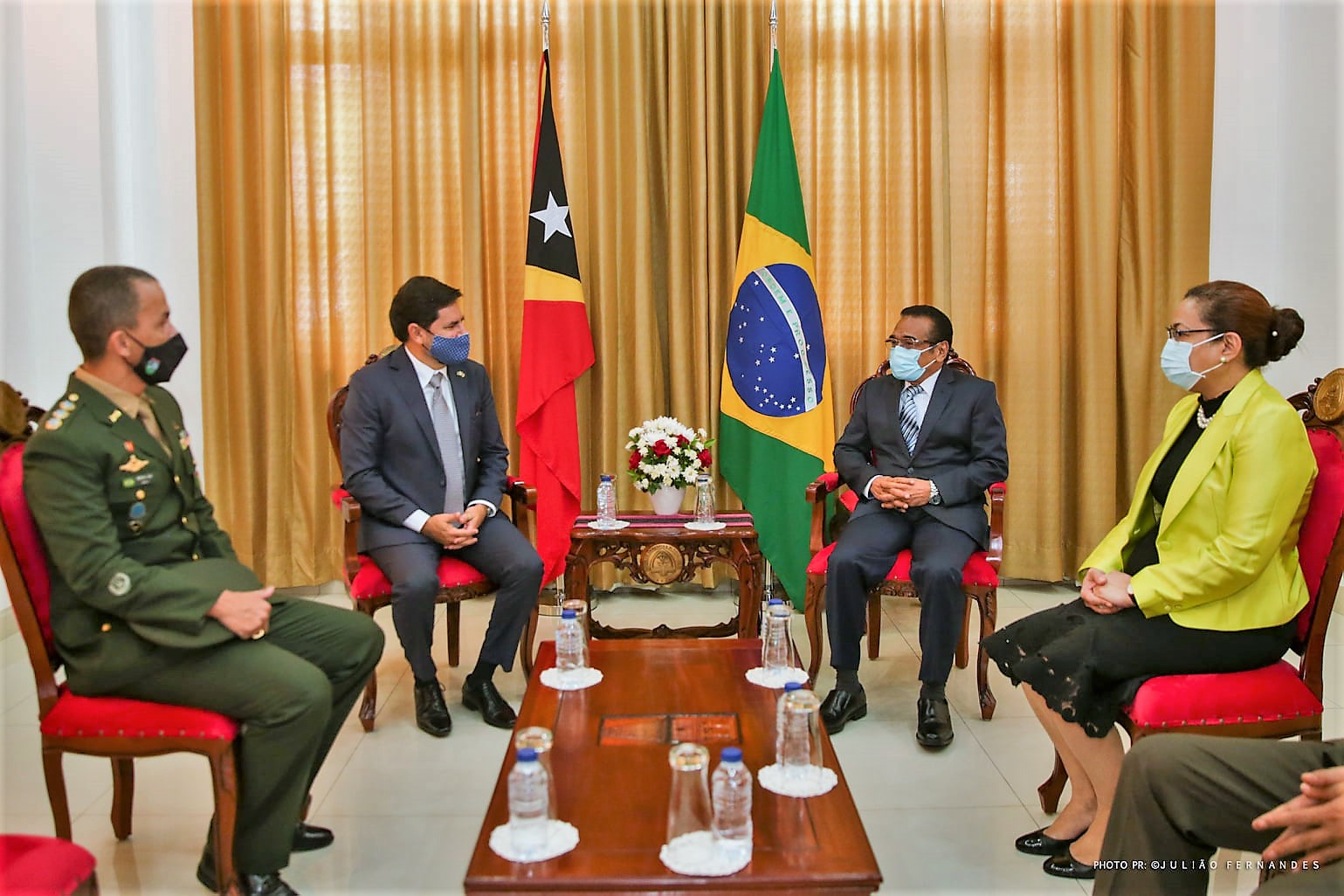
Übergabe der Akkreditierung von Botschafter Mauricio Medeiros de Assis an Präsident Francisco Guterres

Die Beziehungen zwischen den beiden Ländern wurden offiziell 2002 mit der Unabhängigkeit Osttimors aufgenommen. Im selben Jahr eröffnete Brasilien seine Botschaft in Dili.
| Name                                | Amtszeit  | Bemerkungen |
| ----------------------------------- | --------- | --- |
| Kywal de Oliveira                   | 2003–2004 | bereits ab 2000 Chef des Büros der Ständigen Vertretung                                                                                |
| Antônio José Maria de Souza e Silva | 2004–2007 | |
| Edson Marinho Duarte Monteiro       | 2007–2013 | Sechs Jahre im Amt. |
| José Amir da Costa Dornelles        | 2013–2016 | |
| Aldemo Serafim Garcia Júnior        | 2016–2020 | Verabschiedung: 17. November 2020 |
| Mauricio Medeiros de Assis          | seit 2021 | Übergabe der Akkreditierung im Außenministerium am 4. Februar 2021 Übergabe der Akkreditierung an den Staatspräsidenten: 19. März 2021 |